# 平塚インターチェンジ (神奈川県)
平塚インターチェンジ（ひらつかインターチェンジ）は、神奈川県平塚市岡崎にある小田原厚木道路のインターチェンジである。下り線には平塚パーキングエリアを併設している（ただし、PAから出口には行けない）。
小田原厚木道路は当ICを境に、厚木IC方面は自動車専用道路であるが、小田原西IC方面は自動車専用道路とはなっていない。ただし小田原西方面も自動車専用道路とほぼ同等の通行規制がなされている。

## 接続する道路
- 神奈川県道63号相模原大磯線別線
- 神奈川県道62号平塚秦野線

## 歴史
1969年の小田原厚木道路の全線開通に伴い、供用を開始。供用当初のインターチェンジの形状は、県道平塚秦野線（現・神奈川県道62号）に直接接続する不完全クローバー型であった。4車線化に伴って現在の変形トランペット型に改築された。

### 年表
- 1969年（昭和44年）3月19日：小田原厚木道路の開通（暫定2車線）に伴い、暫定形状で供用開始。
- 1979年（昭和54年）7月5日：4車線化に伴い、現在の形状となる。
- 2002年（平成14年）6月21日：下り線入口（小田原方面）の合流車線の延長工事が完成。
- 2003年（平成15年）3月：平塚PA（下り線）の供用開始に伴い、下り線側ランプウェイ形状が一部変更される。

## 周辺
- 宮生バラ園
- 塚越古墳
- 湘南家畜保健衛生所
- 東海大学湘南キャンパス
- 花菜ガーデン
- 神奈川大学湘南ひらつかキャンパス

## 隣
E85 小田原厚木道路
大磯IC/PA（PAは上り線のみ） - 平塚TB - 平塚IC/PA(PAは下り線のみ) - 伊勢原IC